# Velký Rečkov
Velký Rečkov je osada, část města Bakov nad Jizerou v okrese Mladá Boleslav. Nachází setři kilometry severozápadně od Bakova. Osadou vede silnice II/276 a nachází se v ní soutok Bělé a Rokytky. Podstatnou část osady tvoří úpravna vody a pila. Poblíž se nacházejí národní přírodní památky Rečkov a Klokočka.

## Historie
První písemná zmínka o vesnici pochází z roku 1496.
V letech 1869–1976 byla osada součástí obce Malá Bělá a od 1. dubna 1976 se stala součástí města Bakov nad Jizerou.

## Obyvatelstvo
| Rok            | 1869 | 1880 | 1890 | 1900 | 1910 | 1921 | 1930 | 1950 | 1961 | 1970 | 1980 | 1991 | 2001 | 2011 | 2021 |
| -------------- | ---- | ---- | ---- | ---- | ---- | ---- | ---- | ---- | ---- | ---- | ---- | ---- | ---- | ---- | ---- |
| Počet obyvatel | 48   | 58   | 32   | 51   | 31   | 23   | 29   | 19   | 29   | 39   | 29   | 15   | 9    | 15   | 16   |
| Počet domů     | 9    | 9    | 5    | 8    | 6    | 6    | 8    | 5    | 5    | 8    | 6    | 7    | 6    | 6    | 6    |